# Lucas Moura
Lucas Rodrigues Moura da Silva, noto semplicemente come Lucas Moura (San Paolo, 13 agosto 1992), è un calciatore brasiliano, centrocampista del San Paolo e della nazionale brasiliana.

## Biografia
Inizialmente indicato con lo pseudonimo di Marcelinho per evitare paragoni con Marcelinho Carioca ha deciso di farsi chiamare semplicemente Lucas. Lui e sua moglie Larissa Saad hanno avuto due figli: Miguel e Pedro.
Nel 2010 insieme ad altri compagni del Brasile ha pubblicizzato la Gillette, mentre nel 2012 insieme a Neymar sponsorizza la Guaraná.

## Caratteristiche tecniche
Centrocampista offensivo, l'ex CT Mano Menezes stava cercando di impostarlo anche da mezzala. Può ricoprire altresì i ruoli di ala e attaccante. Moura è un bravo rigorista, le sue armi migliori risiedono in una velocità non comune e in una tecnica eccellente, forte nel tagliare in area di rigore, inoltre sa calciare la palla con potenza, in aggiunta è capace di tirare con precisione.
Nel 2012 è stato inserito nella lista dei migliori calciatori nati dopo il 1991 stilata da Don Balón.

## Carriera

### Club

#### San Paolo
Muove i primi passi nel calcio nella scuola calcio di Marcelinho Carioca, passando poi per Santa Maria e Juventus-SP. Dal 2002 al 2005 fa parte del settore giovanile del Corinthians, poi si trasferisce al San Paolo; entra a far parte della prima squadra di questa società nel 2010, mettendosi in luce nel campionato Paulista. Segna il suo primo gol in stagione il 9 febbraio 2011, nella nona giornata, contro il Bragantino nella partita finita 4-0.
Il 17 febbraio firma un contratto con il San Paolo che lo lega a questo club fino al 31 dicembre 2015.
Il 15 giugno decide le sorti della semifinale di Coppa del Brasile contro il Coritiba segnando l'unico goal dell'incontro. Il 12 dicembre vince la Copa Sudamericana, segnando una rete nella finale di ritorno, vinta poi a tavolino, contro il Tigre. Chiude la sua esperienza con il club brasiliano con 33 reti in 128 partite disputate nel corso di tre stagioni.

#### Paris Saint-Germain
Il 1º gennaio 2013 passa ai francesi del Paris Saint-Germain, che ne avevano comunicato l'ingaggio l'8 agosto precedente, per 45 milioni di euro. Inizia la stagione 2013-2014 vincendo il Trophée des Champions ai danni del Bordeaux per 2-1 grazie a un gol nel finale di Alex al 93' minuto di gioco. Il primo gol arriva il 13 settembre 2013 sul campo del Bordeaux nella vittoria per 2-0. Il 3 giugno 2015 rinnova il proprio contratto col Paris Saint-Germain fino al 30 giugno 2019. Pur da comprimario, in cinque anni con i parigini ha vinto 4 campionati, 4 Coppe di Lega, 3 Coppe di Francia e 4 Supercoppe nazionali.

#### Tottenham
Il 31 gennaio 2018 si trasferisce al Tottenham a titolo definitivo, per una cifra pari a circa 28 milioni di euro. Fa il suo debutto con il Tottenham il 13 febbraio 2018 contro la Juventus, gara valida come ottavo di finale di Champions League. Segna il suo primo gol in Premier League contro il Fulham nella stagione 2018-2019. Il 13 aprile 2019, in occasione della gara terminata 4-0 fra il suo Tottenham e l’Huddersfield, segna una tripletta, la prima nella storia del nuovo impianto degli Spurs. L'8 maggio seguente è il protagonista della semifinale di ritorno di Champions League giocata in trasferta contro l'Ajax: nel secondo tempo infatti realizza tutte e tre le reti, tra cui quella decisiva all'ultimo secondo dei cinque minuti di recupero, che servivano per rimontare il vantaggio degli olandesi, permettendo così agli Spurs di accedere alla loro prima finale nella storia della massima competizione europea. Diventa il quinto giocatore della storia della Champions League ad aver realizzato una tripletta in una semifinale, dopo Del Piero, Olić, Lewandowski e Cristiano Ronaldo.

#### Ritorno al San Paolo
Rimasto svincolato al termine del contratto con gli Spurs, il 2 agosto 2023 torna al San Paolo dopo oltre 10 anni.

### Nazionale

#### Nazionale giovanile
Nel 2011 è stato selezionato per il Campionato sudamericano Under-20 dal commissario tecnico Ney Franco, che gli ha assegnato la maglia numero 10. disputando il primo incontro del Sudamericano U-20 2011 contro il Paraguay under 20. Il 13 febbraio 2011, durante la partita finale del Campionato sudamericano Under-20, Lucas ha messo a segno una tripletta, nella vittoria per 6-0 del Brasile, che gli consente di ottenere il titolo.

#### Nazionale maggiore e Olimpica

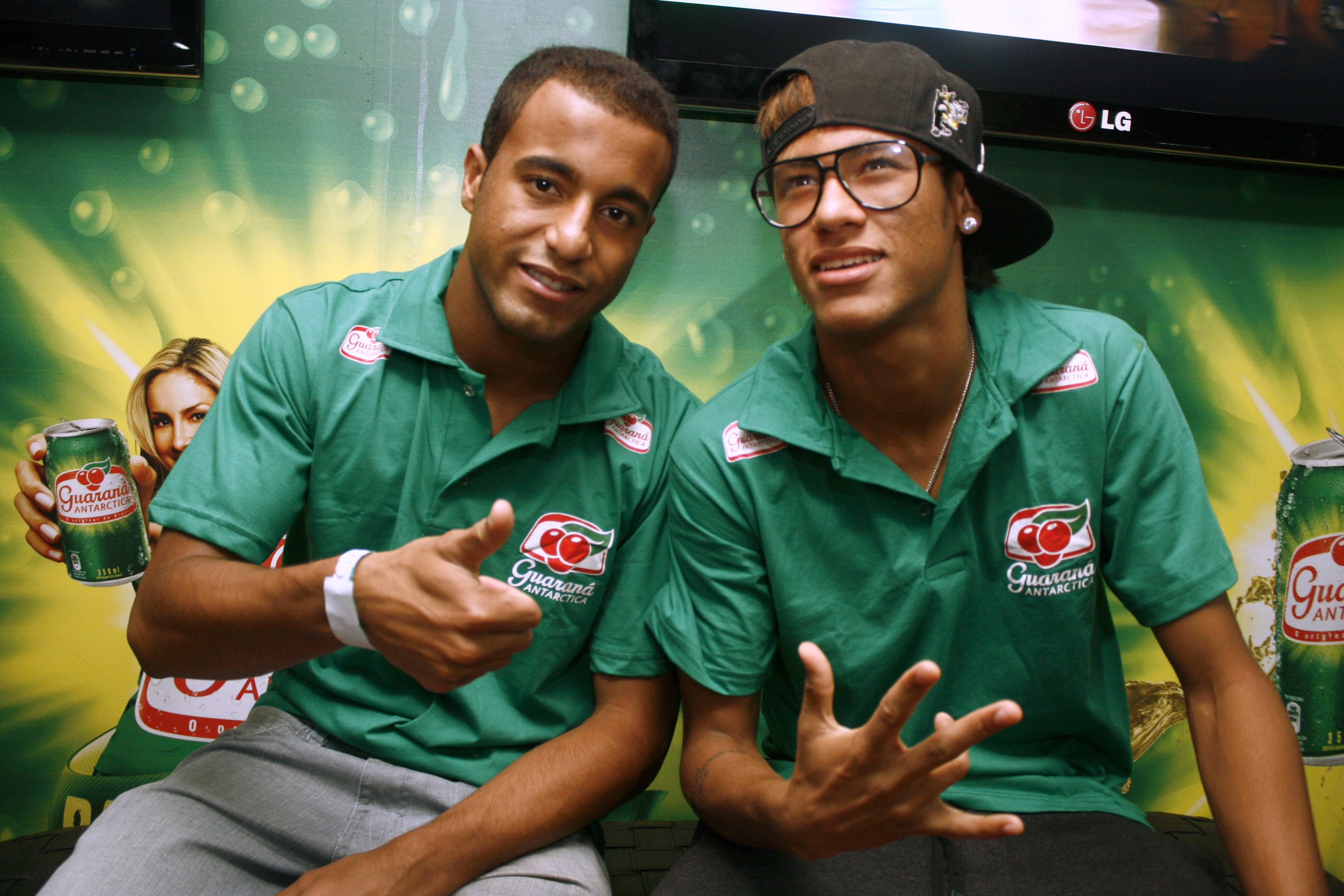
Lucas insieme a Neymar nel 2012.

Il 27 marzo 2011 esordisce col Brasile nella partita vinta contro la Scozia. Il 20 maggio viene inserito nella lista per i preconvocati per la Coppa America che si svolgerà in Argentina. Nel giugno 2011 è stato inserito nella lista dei 22 giocatori convocati da Menezes per la Coppa America 2011 che si svolgerà in Argentina. Esordisce il 3 luglio 2011 contro il Venezuela pareggiata 0-0, entrando nel secondo tempo della partita subentrando a Alexandre Pato. Il 17 luglio nella partita valida per i quarti di finale disputata a La Plata,
Lucas viene convocato per il Superclásico de las Américas 2011, questa che è la prima edizione del trofeo, la prima partita di andata è stata disputata il 14 settembre contro la Nazionale Argentina con un risultato finale di 0-0. Il 28 settembre 2011 è stata disputata la gara di ritorno che ha visto la vittoria del Brasile sull'Argentina per 2-0. Il Brasile, pertanto si è aggiudicato il torneo dove ha segnato un gol, il primo con la nazionale maggiore.
Il 6 luglio 2012 viene convocato per disputare le XXX Olimpiadi. Esordisce nell'amichevole preolimpica giocata il 20 luglio con la nazionale di calcio del Regno Unito; il Brasile si impone 2-0 con una rete e un assist di Neymar. La nazionale brasiliana concluderà il torneo qualificandosi al secondo posto, dietro la nazionale messicana campione perdendo nella finale di Wembley 2-1 l'11 agosto. Il 12 ottobre 2012 nella sfida amichevole contro l'Iraq realizza un gol, la partita finisce 6-0.
Il 14 maggio viene inserito, dal CT Luiz Felipe Scolari, nella lista dei 23 convocati per la FIFA Confederations Cup 2013, che si svolgerà in Brasile dal 15 al 30 giugno come preludio del Mondiale 2014. Dopo aver battuto per 2-1 l'Uruguay il 26 giugno, in finale il 30 giugno il Brasile vince il titolo battendo 3-0 la Spagna, grazie a 2 gol di Fred e uno di Neymar. Il 31 maggio 2016 viene convocato per la Copa América Centenario negli Stati Uniti, in sostituzione di Rafinha.

## Statistiche

### Presenze e reti nei club
Statistiche aggiornate al 6 agosto 2025.
| Stagione                   | Squadra                    | Campionato                 | Campionato | Campionato | Coppe nazionali | Coppe nazionali | Coppe nazionali | Coppe continentali | Coppe continentali | Coppe continentali | Altre coppe | Altre coppe | Altre coppe | Totale | Totale |
| Stagione                   | Squadra                    | Comp                       | Pres       | Reti       | Comp            | Pres            | Reti            | Comp               | Pres               | Reti               | Comp        | Pres        | Reti        | Pres   | Reti   |
| -------------------------- | -------------------------- | -------------------------- | ---------- | ---------- | --------------- | --------------- | --------------- | ------------------ | ------------------ | ------------------ | ----------- | ----------- | ----------- | ------ | ------ |
| 2010                       | San Paolo                  | A1/SP+A                    | 0+25       | 0+4        | -               | -               | -               | CL                 | 0                  | 0                  | -           | -           | -           | 25     | 4      |
| 2011                       | San Paolo                  | A1/SP+A                    | 8+28       | 3+9        | CB              | 4               | 0               | CS                 | 3                  | 1                  | -           | -           | -           | 43     | 13     |
| 2012                       | San Paolo                  | A1/SP+A                    | 21+21      | 6+6        | CB              | 8               | 2               | CS                 | 9                  | 2                  | -           | -           | -           | 59     | 16     |
| gen.-giu. 2013             | Paris Saint-Germain        | L1                         | 10         | 0          | CF+CdL          | 1+0             | 0               | UCL                | 4                  | 0                  | -           | -           | -           | 15     | 0      |
| 2013-2014                  | Paris Saint-Germain        | L1                         | 36         | 5          | CF+CdL          | 2+4             | 0               | UCL                | 10                 | 0                  | SF          | 1           | 0           | 53     | 5      |
| 2014-2015                  | Paris Saint-Germain        | L1                         | 29         | 7          | CF+CdL          | 4+4             | 1+0             | UCL                | 8                  | 0                  | SF          | 1           | 0           | 46     | 8      |
| 2015-2016                  | Paris Saint-Germain        | L1                         | 36         | 9          | CF+CdL          | 6+4             | 1+1             | UCL                | 9                  | 2                  | SF          | 1           | 0           | 56     | 13     |
| 2016-2017                  | Paris Saint-Germain        | L1                         | 37         | 12         | CF+CdL          | 5+3             | 3+2             | UCL                | 7                  | 1                  | SF          | 1           | 1           | 53     | 19     |
| 2017-gen. 2018             | Paris Saint-Germain        | L1                         | 5          | 1          | CF+CdL          | 0+1             | 0               | UCL                | 0                  | 0                  | SF          | 0           | 0           | 6      | 1      |
| Totale Paris Saint-Germain | Totale Paris Saint-Germain | Totale Paris Saint-Germain | 153        | 34         |                 | 34              | 8               |                    | 38                 | 3                  |             | 4           | 1           | 229    | 46     |
| gen.-giu. 2018             | Tottenham                  | PL                         | 6          | 0          | FACup+CdL       | 4+0             | 1               | UCL                | 1                  | 0                  | -           | -           | -           | 11     | 1      |
| 2018-2019                  | Tottenham                  | PL                         | 32         | 10         | FACup+CdL       | 2+3             | 0               | UCL                | 12                 | 5                  | -           | -           | -           | 49     | 15     |
| 2019-2020                  | Tottenham                  | PL                         | 35         | 4          | FACup+CdL       | 5+1             | 2+0             | UCL                | 6                  | 1                  | -           | -           | -           | 47     | 7      |
| 2020-2021                  | Tottenham                  | PL                         | 30         | 3          | FACup+CdL       | 3+4             | 1+0             | UEL                | 13                 | 5                  | -           | -           | -           | 50     | 9      |
| 2021-2022                  | Tottenham                  | PL                         | 34         | 2          | FACup+CdL       | 2+4             | 1+2             | UECL               | 5                  | 1                  | -           | -           | -           | 45     | 6      |
| 2022-2023                  | Tottenham                  | PL                         | 15         | 1          | FACup+CdL       | 1+0             | 0               | UCL                | 3                  | 0                  | -           | -           | -           | 19     | 1      |
| Totale Tottenham           | Totale Tottenham           | Totale Tottenham           | 152        | 20         |                 | 29              | 7               |                    | 40                 | 12                 |             | -           | -           | 221    | 39     |
| 2023                       | San Paolo                  | A1/SP+A                    | 0+14       | 0+1        | CB              | 3               | 1               | CS                 | 2                  | 1                  | -           | -           | -           | 19     | 3      |
| 2024                       | San Paolo                  | A1/SP+A                    | 7+28       | 2+10       | CB              | 5               | 1               | CL                 | 7                  | 1                  | SdB         | -           | -           | 47     | 14     |
| 2025                       | San Paolo                  | A1/SP+A                    | 11+3       | 3+1        | CB              | 0               | 0               | CL                 | 2                  | 0                  | -           | -           | -           | 16     | 4      |
| Totale San Paolo           | Totale San Paolo           | Totale San Paolo           | 47+119     | 14+31      |                 | 20              | 4               |                    | 23                 | 5                  |             | -           | -           | 209    | 54     |
| Totale carriera            | Totale carriera            | Totale carriera            | 471        | 99         |                 | 83              | 19              |                    | 101                | 20                 |             | 4           | 1           | 659    | 139    |

### Cronologia presenze e reti in nazionale
| Cronologia completa delle presenze e delle reti in nazionale ― Brasile | Cronologia completa delle presenze e delle reti in nazionale ― Brasile | Cronologia completa delle presenze e delle reti in nazionale ― Brasile | Cronologia completa delle presenze e delle reti in nazionale ― Brasile | Cronologia completa delle presenze e delle reti in nazionale ― Brasile | Cronologia completa delle presenze e delle reti in nazionale ― Brasile | Cronologia completa delle presenze e delle reti in nazionale ― Brasile | Cronologia completa delle presenze e delle reti in nazionale ― Brasile |
| Data                                                                   | Città                                                                  | In casa                                                                | Risultato                                                              | Ospiti                                                                 | Competizione                                                           | Reti                                                                   | Note                                                                   |
| ---------------------------------------------------------------------- | ---------------------------------------------------------------------- | ---------------------------------------------------------------------- | ---------------------------------------------------------------------- | ---------------------------------------------------------------------- | ---------------------------------------------------------------------- | ---------------------------------------------------------------------- | ---------------------------------------------------------------------- |
| 27-3-2011                                                              | Londra                                                                 | Scozia                                                                 | 0 – 2                                                                  | Brasile                                                                | Amichevole                                                             | -                                                                      | 72’                                                                    |
| 4-6-2011                                                               | Goiânia                                                                | Brasile                                                                | 0 – 0                                                                  | Paesi Bassi                                                            | Amichevole                                                             | -                                                                      | 65’ 68’                                                                |
| 7-6-2011                                                               | San Paolo                                                              | Brasile                                                                | 1 – 0                                                                  | Romania                                                                | Amichevole                                                             | -                                                                      | 67’                                                                    |
| 3-7-2011                                                               | La Plata                                                               | Brasile                                                                | 0 – 0                                                                  | Venezuela                                                              | Coppa America 2011 - 1º turno                                          | -                                                                      | 75’                                                                    |
| 9-7-2011                                                               | Córdoba                                                                | Brasile                                                                | 2 – 2                                                                  | Paraguay                                                               | Coppa America 2011 - 1º turno                                          | -                                                                      | 70’                                                                    |
| 14-7-2011                                                              | Córdoba                                                                | Brasile                                                                | 4 – 2                                                                  | Ecuador                                                                | Coppa America 2011 - 1º turno                                          | -                                                                      | 80’                                                                    |
| 17-7-2011                                                              | La Plata                                                               | Brasile                                                                | 0 – 0 dts (0-2 dtr)                                                    | Paraguay                                                               | Coppa America 2011 - Quarti                                            | -                                                                      | 101’                                                                   |
| 28-9-2011                                                              | Belém                                                                  | Brasile                                                                | 2 – 0                                                                  | Argentina                                                              | Superclásico de las Américas 2011                                      | 1                                                                      | 69’                                                                    |
| 7-10-2011                                                              | San José                                                               | Costa Rica                                                             | 0 – 1                                                                  | Brasile                                                                | Amichevole                                                             | -                                                                      | 45’                                                                    |
| 12-10-2011                                                             | Torreón                                                                | Messico                                                                | 1 – 2                                                                  | Brasile                                                                | Amichevole                                                             | -                                                                      | 45’                                                                    |
| 28-2-2012                                                              | San Gallo                                                              | Bosnia ed Erzegovina                                                   | 1 – 2                                                                  | Brasile                                                                | Amichevole                                                             | -                                                                      | 82’                                                                    |
| 26-5-2012                                                              | Amburgo                                                                | Danimarca                                                              | 1 – 3                                                                  | Brasile                                                                | Amichevole                                                             | -                                                                      | 82’                                                                    |
| 30-5-2012                                                              | East Rutherford                                                        | Stati Uniti                                                            | 1 – 4                                                                  | Brasile                                                                | Amichevole                                                             | -                                                                      | 84’                                                                    |
| 3-6-2012                                                               | Arlington                                                              | Brasile                                                                | 0 – 2                                                                  | Messico                                                                | Amichevole                                                             | -                                                                      | 60’                                                                    |
| 9-6-2012                                                               | New York                                                               | Argentina                                                              | 4 – 3                                                                  | Brasile                                                                | Amichevole                                                             | -                                                                      | 83’                                                                    |
| 15-8-2012                                                              | Solna                                                                  | Svezia                                                                 | 0 – 3                                                                  | Brasile                                                                | Amichevole                                                             | -                                                                      | 82’                                                                    |
| 7-9-2012                                                               | San Paolo                                                              | Brasile                                                                | 1 – 0                                                                  | Sudafrica                                                              | Amichevole                                                             | -                                                                      | 71’                                                                    |
| 11-9-2012                                                              | Recife                                                                 | Brasile                                                                | 8 – 0                                                                  | Cina                                                                   | Amichevole                                                             | 1                                                                      |                                                                        |
| 19-9-2012                                                              | Goiânia                                                                | Brasile                                                                | 2 – 1                                                                  | Argentina                                                              | Superclásico de las Américas 2012                                      | -                                                                      | 76’                                                                    |
| 11-10-2012                                                             | Stoccolma                                                              | Brasile                                                                | 6 – 0                                                                  | Iraq                                                                   | Amichevole                                                             | 1                                                                      | 72’                                                                    |
| 16-10-2012                                                             | Breslavia                                                              | Giappone                                                               | 0 – 4                                                                  | Brasile                                                                | Amichevole                                                             | -                                                                      | 82’                                                                    |
| 15-11-2012                                                             | East Rutherford                                                        | Brasile                                                                | 1 – 1                                                                  | Colombia                                                               | Amichevole                                                             | -                                                                      | 73’                                                                    |
| 6-2-2013                                                               | Londra                                                                 | Inghilterra                                                            | 2 – 1                                                                  | Brasile                                                                | Amichevole                                                             | -                                                                      | 45’                                                                    |
| 2-6-2013                                                               | Rio de Janeiro                                                         | Brasile                                                                | 2 – 2                                                                  | Inghilterra                                                            | Amichevole                                                             | -                                                                      | 56’                                                                    |
| 9-6-2013                                                               | Recife                                                                 | Brasile                                                                | 3 – 0                                                                  | Francia                                                                | Amichevole                                                             | 1                                                                      | 65’                                                                    |
| 15-6-2013                                                              | Brasilia                                                               | Brasile                                                                | 3 – 0                                                                  | Giappone                                                               | Conf. Cup 2013 - 1º turno                                              | -                                                                      | 74’                                                                    |
| 19-6-2013                                                              | Fortaleza                                                              | Brasile                                                                | 2 – 0                                                                  | Messico                                                                | Conf. Cup 2013 - 1º turno                                              | -                                                                      | 78’                                                                    |
| 14-8-2013                                                              | Basilea                                                                | Svizzera                                                               | 1 – 0                                                                  | Brasile                                                                | Amichevole                                                             | -                                                                      | 62’                                                                    |
| 7-9-2013                                                               | Brasilia                                                               | Brasile                                                                | 6 – 0                                                                  | Australia                                                              | Amichevole                                                             | -                                                                      | 61’                                                                    |
| 11-9-2013                                                              | Foxborough                                                             | Brasile                                                                | 3 – 1                                                                  | Portogallo                                                             | Amichevole                                                             | -                                                                      | 89’                                                                    |
| 15-10-2013                                                             | Pechino                                                                | Brasile                                                                | 2 – 0                                                                  | Zambia                                                                 | Amichevole                                                             | -                                                                      |                                                                        |
| 5-9-2015                                                               | New York                                                               | Brasile                                                                | 1 – 0                                                                  | Costa Rica                                                             | Amichevole                                                             | -                                                                      | 78’                                                                    |
| 9-9-2015                                                               | Foxborough                                                             | Stati Uniti                                                            | 1 – 4                                                                  | Brasile                                                                | Amichevole                                                             | -                                                                      | 63’                                                                    |
| 5-6-2016                                                               | East Rutherford                                                        | Brasile                                                                | 0 – 0                                                                  | Ecuador                                                                | Coppa America Centenario - 1º turno                                    | -                                                                      | 76’                                                                    |
| 12-10-2018                                                             | Riad                                                                   | Arabia Saudita                                                         | 0 – 2                                                                  | Brasile                                                                | Amichevole                                                             | -                                                                      | 46’                                                                    |
| 6-9-2024                                                               | Curitiba                                                               | Brasile                                                                | 1 – 0                                                                  | Ecuador                                                                | Qual. Mondiali 2026                                                    | -                                                                      | 74’ 78’                                                                |
| 10-9-2024                                                              | Asunción                                                               | Paraguay                                                               | 1 – 0                                                                  | Brasile                                                                | Qual. Mondiali 2026                                                    | -                                                                      | 79’                                                                    |
| Totale                                                                 |                                                                        | Presenze                                                               | 37                                                                     |                                                                        | Reti                                                                   | 4                                                                      |                                                                        |

| Cronologia completa delle presenze e delle reti in nazionale ― Brasile under 20 | Cronologia completa delle presenze e delle reti in nazionale ― Brasile under 20 | Cronologia completa delle presenze e delle reti in nazionale ― Brasile under 20 | Cronologia completa delle presenze e delle reti in nazionale ― Brasile under 20 | Cronologia completa delle presenze e delle reti in nazionale ― Brasile under 20 | Cronologia completa delle presenze e delle reti in nazionale ― Brasile under 20 | Cronologia completa delle presenze e delle reti in nazionale ― Brasile under 20 | Cronologia completa delle presenze e delle reti in nazionale ― Brasile under 20 |
| Data                                                                            | Città                                                                           | In casa                                                                         | Risultato                                                                       | Ospiti                                                                          | Competizione                                                                    | Reti                                                                            | Note                                                                            |
| ------------------------------------------------------------------------------- | ------------------------------------------------------------------------------- | ------------------------------------------------------------------------------- | ------------------------------------------------------------------------------- | ------------------------------------------------------------------------------- | ------------------------------------------------------------------------------- | ------------------------------------------------------------------------------- | ------------------------------------------------------------------------------- |
| 17-1-2011                                                                       | Tacna                                                                           | Brasile under 20                                                                | 4 – 2                                                                           | Paraguay under 20                                                               | Sudamericano U-20 2011-1ºturno                                                  | -                                                                               |                                                                                 |
| 20-1-2011                                                                       | Tacna                                                                           | Brasile under 20                                                                | 3 – 1                                                                           | Colombia under 20                                                               | Sudamericano U-20 2011-1ºturno                                                  | -                                                                               |                                                                                 |
| 23-1-2011                                                                       | Tacna                                                                           | Brasile under 20                                                                | 3 – 1                                                                           | Bolivia under 20                                                                | Sudamericano U-20 2011-1ºturno                                                  | -                                                                               |                                                                                 |
| 25-1-2011                                                                       | Tacna                                                                           | Brasile under 20                                                                | 1 – 0                                                                           | Ecuador under 20                                                                | Sudamericano U-20 2011-1ºturno                                                  | -                                                                               |                                                                                 |
| 31-1-2011                                                                       | Arequipa                                                                        | Cile under 20                                                                   | 1 – 5                                                                           | Brasile under 20                                                                | Sudamericano U-20 2011-Girone Finale                                            | 1                                                                               |                                                                                 |
| 3-2-2011                                                                        | Arequipa                                                                        | Brasile under 20                                                                | 2 – 0                                                                           | Brasile under 20                                                                | Sudamericano U-20 2011-Girone Finale                                            | -                                                                               |                                                                                 |
| 6-2-2011                                                                        | Arequipa                                                                        | Argentina under 20                                                              | 2 – 1                                                                           | Brasile under 20                                                                | Sudamericano U-20 2011-Girone Finale                                            | -                                                                               |                                                                                 |
| 9-2-2011                                                                        | Arequipa                                                                        | Ecuador under 20                                                                | 0 – 1                                                                           | Brasile under 20                                                                | Sudamericano U-20 2011-Girone Finale                                            | -                                                                               |                                                                                 |
| 12-2-2011                                                                       | Arequipa                                                                        | Uruguay under 20                                                                | 0 – 6                                                                           | Brasile under 20                                                                | Sudamericano U-20 2011-Girone Finale Ultima Partita                             | 3                                                                               | 11º titolo                                                                      |
| Totale                                                                          |                                                                                 | Presenze                                                                        | 9                                                                               |                                                                                 | Reti                                                                            | 4                                                                               |                                                                                 |

| Cronologia completa delle presenze e delle reti in nazionale ― Brasile Olimpica | Cronologia completa delle presenze e delle reti in nazionale ― Brasile Olimpica | Cronologia completa delle presenze e delle reti in nazionale ― Brasile Olimpica | Cronologia completa delle presenze e delle reti in nazionale ― Brasile Olimpica | Cronologia completa delle presenze e delle reti in nazionale ― Brasile Olimpica | Cronologia completa delle presenze e delle reti in nazionale ― Brasile Olimpica | Cronologia completa delle presenze e delle reti in nazionale ― Brasile Olimpica | Cronologia completa delle presenze e delle reti in nazionale ― Brasile Olimpica |
| Data                                                                            | Città                                                                           | In casa                                                                         | Risultato                                                                       | Ospiti                                                                          | Competizione                                                                    | Reti                                                                            | Note                                                                            |
| ------------------------------------------------------------------------------- | ------------------------------------------------------------------------------- | ------------------------------------------------------------------------------- | ------------------------------------------------------------------------------- | ------------------------------------------------------------------------------- | ------------------------------------------------------------------------------- | ------------------------------------------------------------------------------- | ------------------------------------------------------------------------------- |
| 20-7-2012                                                                       | Middlesbrough                                                                   | Regno Unito Olimpica                                                            | 0 – 2                                                                           | Brasile Olimpica                                                                | Amichevole                                                                      | -                                                                               | 72’                                                                             |
| 29-7-2012                                                                       | Manchester                                                                      | Brasile Olimpica                                                                | 3 – 1                                                                           | Bielorussia Olimpica                                                            | Olimpiadi 2012 - 1º turno                                                       | -                                                                               | 85’                                                                             |
| 1-8-2012                                                                        | Newcastle upon Tyne                                                             | Brasile Olimpica                                                                | 3 – 0                                                                           | Nuova Zelanda Olimpica                                                          | Olimpiadi 2012 - 1º turno                                                       | -                                                                               |                                                                                 |
| 4-8-2012                                                                        | Newcastle upon Tyne                                                             | Brasile Olimpica                                                                | 3 – 2                                                                           | Honduras Olimpica                                                               | Olimpiade 2012 - Quarti                                                         | -                                                                               | 67’                                                                             |
| 11-8-2012                                                                       | Londra                                                                          | Brasile Olimpica                                                                | 1 - 2                                                                           | Messico Olimpica                                                                | Olimpiade 2012 - Finale                                                         | -                                                                               | 85’                                                                             |
| Totale                                                                          |                                                                                 | Presenze                                                                        | 5                                                                               |                                                                                 | Reti                                                                            | 0                                                                               |                                                                                 |

## Palmarès

### Club

#### Competizioni giovanili
- Copa São Paulo de Futebol Júnior: 1

São Paolo: 2010

#### Competizioni nazionali
- Campionato francese: 4

Paris Saint-Germain: 2012-2013, 2013-2014, 2014-2015, 2015-2016
- Supercoppa francese: 5

Paris Saint-Germain: 2013, 2014, 2015, 2016, 2017
- Coppa di Lega francese: 4

Paris Saint-Germain: 2013-2014, 2014-2015, 2015-2016, 2016-2017
- Coppa di Francia: 3

Paris Saint-Germain: 2014-2015, 2015-2016, 2016-2017
- Coppa del Brasile: 1

São Paulo: 2023
- Supercoppa del Brasile: 1

São Paulo: 2024

#### Competizioni internazionali
- Copa Sudamericana: 1

São Paolo: 2012

### Nazionale

#### Competizioni giovanili e olimpiche
- Campionato sudamericano Under-20: 1

Perù 2011
- Argento olimpico: 1

Londra 2012

#### Competizioni maggiori
- Confederations Cup: 1

Brasile 2013

### Individuale
- Squadra della stagione della UEFA Champions League: 1

2018-2019